# Skrillex and Diplo Present Jack Ü
Skrillex and Diplo Present Jack Ü − pierwszy album amerykańskiej grupy muzycznej Jack Ü, wydany 27 lutego 2015 roku przez Owsla, Mad Decent i Atlantic Records. Został wydany na nośnikach CD i winylowym oraz w formacie digital download. Drugi singel albumu, "Where Are Ü Now", nagrany z udziałem wokalisty Justina Biebera, okrył się platyną w Stanach Zjednoczonych.

## Lista utworów
Źródło.
1. "Don't Do Drugs Just Take Some Jack Ü" - 2:05
2. "Beats Knockin" (feat. Fly Boi Keno) - 2:53
3. "Take Ü There" (feat. Kiesza) - 3:30
4. "Febreze" (feat. 2 Chainz) - 3:34
5. "To Ü" (feat. AlunaGeorge) - 3:57
6. "Jungle Bae" (feat. Bunji Garlin & MX Prime) - 3:28
7. "Mind" (feat. Kai) - 4:02
8. "Holla Out" (feat. Snails & Taranchyla) - 4:16
9. "Where Are Ü Now" (oraz Justin Bieber) - 4:10
10. "Take Ü There" (Missy Elliott Remix) (feat. Kiesza) - 3:30 (utwór bonusowy)

Wydanie japońskie
1. "Take Ü There" (Zeds Dead Remix) (feat. Kiesza) - 4:08
2. "Take Ü There" (Tujamo Remix) (feat. Kiesza) - 4:31